# Universidad Médica Estatal del Pacífico
La Universidad Médica Estatal del Pacífico (en ruso: Тихоокеанский государственный медицинский университет) (ТГМУ), anteriormente conocida como Universidad Estatal Médica de Vladivostok, es una universidad ubicada en la ciudad rusa de Vladivostok, en el Lejano Oriente Ruso. La universidad ofrece estudios de posgrado, estudios superiores y educación médica continua.

## Facultades
Las facultades de la universidad son las siguientes:
- Facultad de bioquímica médica.
- Facultad de educación superior.
- Facultad de enfermería.
- Facultad de farmacología.
- Facultad de medicina.
- Facultad de medicina preventiva.
- Facultad de odontología.
- Facultad de pediatría.
- Facultad de psicología clínica.
- Facultad de trabajo social.

## Entrenamiento preuniversitario
Entre las universidades médicas del Lejano Oriente Ruso, es la única institución que entrena a médicos en la facultad de medicina preventiva, ofreciendo medidas preventivas para llevar una vida sana, a las poblaciones de los territorios y regiones de Jabárovsk, Primorie y Kamchatka, Amur, Sajalín y Magadán, la República de Saja (Yakutia) y el distrito autónomo de Chukotka.

## La universidad hoy
Actualmente, la Universidad Médica Estatal del Pacífico es una institución científica y educativa que tiene 10 facultades, cuenta con 67 departamentos, 85 doctores y 285 estudiantes de ciencias. La universidad mantiene un internado, una residencia y una escuela de posgrado. El sistema de formación preuniversitaria y la educación de posgrado, preparan a los alumnos para el ejercicio de la profesión médica. Se han establecido unos amplios vínculos con universidades de China, Japón, Corea del Sur y Estados Unidos, esto permite a los estudiantes y profesores llevar a cabo cursos de preparación, para enriquecer el proceso de aprendizaje e incrementar las actividades de investigación en la universidad.